# 梅赫倫區
梅赫倫區（荷蘭語：Arrondissement Mechelen）是比利時弗拉芒大區安特衛普省的一個区。該區轄有12個市鎮，面積510.22平方公里，2020年1月1日人口為346868人。

## 市鎮
梅赫倫區下轄以下市鎮：

| - 贝拉尔（Berlaar） - 邦海登（Bonheiden） - 博尔讷姆（Bornem） - 迪弗尔（Duffel） - 海斯特-奥普登贝赫（Heist-op-den-Berg） - 利尔（Lier） | - 梅赫伦（Mechelen） - 奈伦（Nijlen） - 皮特（Putte） - 皮尔斯-圣阿曼兹（Puurs-Sint-Amands） - 圣卡特莱娜-瓦弗尔（Sint-Katelijne-Waver） - 维勒布鲁克（Willebroek） |